# Cronologia da pandemia de COVID-19 em agosto de 2022
Este artigo documenta a cronologia e epidemiologia do vírus SARS-CoV-2 em agosto de 2022, o vírus que causa a COVID-19 e é responsável pela pandemia de COVID-19. Os primeiros casos humanos da COVID-19 foram identificados em Wuhan, China, em dezembro de 2019.

## Cronologia

### 1 de agosto
- A Malásia registrou 3.213 novos casos, elevando o número total para 4.683.266. Foram 3.847 recuperações, elevando o número total de recuperações para 4.602.625. Houve oito mortes, elevando o número de mortos para 35.977.[1]
- A Nova Zelândia registrou 5.581 novos casos, elevando o número total para 1.621.916. Foram 7.015 recuperações, elevando o número total de recuperações para 1.569.316. O número de mortos permaneceu em 1.502.[2]
- A Coreia do Norte não registrou novos casos, que permanecem em um total de 4.772.813.[3]
- Singapura registrou 4.709 novos casos, elevando o número total para 1.718.765. Duas novas mortes foram relatadas junto com 18 mortes confirmadas a partir de 2021, elevando o número de mortos para 1.520.[4]

### 2 de agosto
- O Japão registrou 211.058 novos casos diários, ultrapassou 13 milhões de casos relativos, elevando o número total para 13.129.058.[5]
- A Malásia registrou 4.204 novos casos, elevando o número total para 4.687.470. Foram 4.582 recuperações, elevando o número total de recuperações para 4.607.207. Houve oito mortes, elevando o número de mortos para 35.985.[6]
- A Nova Zelândia registrou 7.388 novos casos, elevando o número total para 1.629.298. Foram 9.631 recuperações, elevando o número total de recuperações para 1.578.947. Houve 61 mortes, elevando o número de mortos para 1.563.[7]
- A Coreia do Norte não registrou novos casos, que permanecem em um total de 4.772.813.[8]
- Singapura registrou 10.230 novos casos, elevando o número total para 1.728.995. Quatro novas mortes foram relatadas, elevando o número de mortos para 1.524.[9]
- A Coreia do Sul registrou 115.311 novos casos, ultrapassando 20 milhões de casos relativos, elevando o número total para 20.047.750.[10]

### 3 de agosto
Relatório Semanal da OMS:
- A Alemanha ultrapassou 31 milhões de casos de COVID-19. [12]
- O Japão registrou 249.830 novos casos diários, elevando o número total para 13.344.898.[13]
- A Malásia registrou 5.330 novos casos, elevando o número total para 4.692.800. Foram 3.075 recuperações, elevando o número total de recuperações para 4.610.282. Houve dez mortes, elevando o número de mortos para 35.995.[14]
- A Nova Zelândia registrou 6.710 novos casos, elevando o número total para 1.635.992. Foram 9.094 recuperações, elevando o número total de recuperações para 1.588.041. Houve 26 mortes, elevando o número de mortos para 1.589.[15]
- A Coreia do Norte não registrou novos casos, que permanecem em um total de 4.772.813.[16]
- Singapura registrou 7.231 novos casos, elevando o número total para 1.736.226. Quatro novas mortes foram relatadas, elevando o número de mortos para 1.528.[17]
- Taiwan relata 23.919 novos casos, elevando o número total para 4.593.102. 32 novas mortes foram relatadas, elevando o número de mortos para 6.772.[18]

### 4 de agosto
- O Japão registrou 233.710 novos casos diários, elevando o número total para 13.583.608.
- A Malásia registrou 4.413 novos casos, elevando o número total para 4.697.213. Foram 3.394 recuperações, elevando o número total de recuperações para 4.613.676. Houve 3 mortes, elevando o número de mortos para 36.003.[19]
- A Nova Zelândia registrou 6.362 novos casos, elevando o número total para 1.642.334. Foram 7.914 recuperações, elevando o número total de recuperações para 1.595.955. Houve 14 mortes, elevando o número de mortos para 1.603.[20]
- A Coreia do Norte não registrou novos casos, que permanecem em um total de 4.772.813.[21]
- Singapura registrou 6.648 novos casos, elevando o número total para 1.742.874. Três novas mortes foram relatadas, elevando o número de mortos para 1.531.[22]

### 5 de agosto
- A França ultrapassou 34 milhões de casos de COVID-19. [23]
- O Japão registrou 233.769 novos casos diários, elevando o número total para 13.835.049.[24]
- A Malásia registrou 3.927 novos casos, elevando o número total para 4.701.140. Foram 4.949 recuperações, elevando o número total de recuperações para 4.618.625. Seis mortes foram relatadas, elevando o número de mortos para 36.009.[25]
- A Nova Zelândia registrou 5.505 novos casos, elevando o número total para 1.647.826. Foram 7.881 recuperações, elevando o número total de recuperações para 1.603.836. 21 mortes foram relatadas, elevando o número de mortos para 1.624.[26]
- A Coreia do Norte não registrou novos casos durante toda a semana, que permanecem em um total de 4.772.813.[27]
- Singapura registrou 6.270 novos casos, elevando o número total para 1.749.144. Três novas mortes foram relatadas, elevando o número de mortos para 1.534.[28]
- Yusuke Oyama, jogador profissional do clube de beisebol Hanshin Tigers no Japão, testou positivo para COVID-19.

### 6 de agosto
- O Brasil ultrapassou 34 milhões de casos de COVID-19.
- O Canadá registrou 1.070 novos casos e 12 novas mortes.
- O Japão registrou 227.563 novos casos diários e ultrapassou 14 milhões de casos relativos, elevando o número total para 14.162.662.[29]
- A Malásia registrou 4.684 novos casos, elevando o número total para 4.705.824. Foram 4.275 recuperações, elevando o número total de recuperações para 4.622.900. Houve 11 mortes, elevando o número de mortos para 36.020.[30]
- A Nova Zelândia registrou 4.894 novos casos, elevando o número total para 1.652.711. Foram 6.444 recuperações, elevando o número total de recuperações para 1.610.280. Houve 14 mortes, elevando o número de mortos para 1.638.[31]
- A Coreia do Norte relatou 6 casos suspeitos, mas nenhum novo caso, que permanece em um total de 4.772.813.[32]
- Singapura registrou 5.633 novos casos, elevando o número total para 1.754.777. Duas novas mortes foram relatadas, elevando o número de mortos para 1.536.[33]

### 7 de agosto
- A Malásia registrou 2.728 novos casos, elevando o número total para 4.708.552. Foram 3.856 recuperações, elevando o número total de recuperações para 4.626.756. Houve seis mortes, elevando o número de mortos para 36.026.[34]
- O Canadá registrou 753 novos casos e quatro novas mortes.
- A Nova Zelândia registrou 3.522 novos casos, elevando o número total para 1.656.229. Foram 4.692 recuperações, elevando o número total de recuperações para 1.614.972. O número de mortos permaneceu em 1.638.[35]
- A Coreia do Norte não registrou novos casos, que permanecem em um total de 4.772.813.[36]
- Singapura registrou 4.798 novos casos, elevando o número total para 1.759.575. Três novas mortes foram relatadas, elevando o número de mortos para 1.539.[37]
- A jogadora de críquete australiana Tahlia McGrath testou positivo para COVID-19, mas ainda pode jogar a partida final com a Austrália contra a Índia nos Jogos da Commonwealth de 2022 .[38]

### 8 de agosto
- A Malásia registrou 2.863 novos casos, elevando o número total para 4.711.415. Foram 4.752 recuperações, elevando o número total de recuperações para 4.631.508. Houve sextas mortes, elevando o número de mortos para 36.032.[39]
- O Canadá registrou 776 novos casos e seis novas mortes.
- A Nova Zelândia registrou 4.174 novos casos, elevando o número total para 1.660.402. Foram 5.329 recuperações, elevando o número total de recuperações para 1.620.301. O número de mortos permaneceu em 1.638.[40]
- As Ilhas Marshall relatam 6 novos casos, a primeira instância de transmissão local de Covid-19 desde outubro de 2020[41][42]
- A Coreia do Norte não registrou novos casos, que permanecem em um total de 4.772.813.[43]
- Singapura registrou 3.541 novos casos, elevando o número total para 1.763.116. Duas novas mortes foram relatadas, elevando o número de mortos para 1.541.[44]

### 9 de agosto
- A República Tcheca ultrapassou 4 milhões de casos, tornando-se o 35º país a fazê-lo.[45]
- O Canadá registrou 2.021 novos casos e 25 mortes.
- A Malásia registrou 3.083 novos casos, elevando o número total para 4.714.498. Foram 4.229 recuperações, elevando o número total de recuperações para 4.635.737. Houve 12 mortes, elevando o número de mortos para 36.044.[46]
- A Nova Zelândia registrou 6.142 novos casos, elevando o número total para 1.666.539. Foram 7.343 recuperações, elevando o número total de recuperações para 1.627.644. Houve 50 mortes, elevando o número de mortos para 1.688.[47]
- A Coreia do Norte não registrou novos casos, que permanecem em um total de 4.772.813.[48]
- Singapura registrou 7.965 novos casos, elevando o número total para 1.771.081. Uma nova morte foi relatada, elevando o número de mortos para 1.542.[49]
- Os Emirados Árabes Unidos ultrapassaram 1 milhão de casos.[50]
- Os Estados Unidos ultrapassaram 94 milhões de casos. [51]

### 10 de agosto
Relatório Semanal da OMS:
- A Hungria ultrapassou 2 milhões de casos de COVID-19.
- O Canadá registrou 2.977 novos casos e 40 novas mortes.
- O Japão registrou 250.403 novos casos diários, elevando o número total para 14.861.375.[53]
- A Malásia registrou 4.896 novos casos, elevando o número total para 4.719.394. Foram 2.979 recuperações, elevando o número total de recuperações para 4.638.716. Houve 12 mortes, elevando o número de mortos para 36.056.[54]
- A Nova Zelândia registrou 5.397 novos casos, elevando o número total para 1.671.922. Foram 6.683 recuperações, elevando o número total de recuperações para 1.634.327. Houve 17 mortes, elevando o número de mortos para 1.705.[55]
- A Coreia do Norte não registrou novos casos, que permanecem em um total de 4.772.813.[56]
- Singapura registrou 2.305 novos casos, elevando o número total para 1.773.386. Uma nova morte foi relatada, elevando o número de mortos para 1.543.[57]
- A ex-líder da minoria da Câmara dos Deputados da Geórgia Stacey Abrams testou positivo para COVID-19.[58]

### 11 de agosto
- O Japão registrou 240.205 novos casos diários e ultrapassou 15 milhões de casos relativos, elevando o número total para 15.101.580.[59]
- O Canadá registrou 12.990 novos casos e 180 novas mortes.
- A Malásia registrou 4.831 novos casos, elevando o número total para 4.724.225. Foram 3.362 recuperações, elevando o número total de recuperações para 4.642.078. Houve dez mortes, elevando o número de mortos para 36.066.[60]
- A Nova Zelândia registrou 5.022 novos casos, elevando o número total para 1.676.938. Foram 6.317 recuperações, elevando o número total de recuperações para 1.640.644. Houve 21 mortes, elevando o número de mortos para 1.726.[61]
- Peru ultrapassou 4 milhões de casos de COVID-19.
- Singapura registrou 7.776 novos casos, elevando o número total para 1.781.162. Três novas mortes foram relatadas, elevando o número de mortos para 1.546.[62]

### 12 de agosto
- A Malásia registrou 3.943 novos casos, elevando o número total para 4.728.168. Foram 4.645 recuperações, elevando o número total de recuperações para 4.646.723. Houve quatro mortes, elevando o número de mortos para 36.070.[63]
- O Canadá registrou 4.816 novos casos e 32 novas mortes.
- A Nova Zelândia registrou 4.288 novos casos, elevando o número total para 1.681.209. Foram 5.487 recuperações, elevando o número total de recuperações para 1.646.131. Houve sete mortes, elevando o número de mortos para 1.733.[64]
- Singapura registrou 5.481 novos casos, elevando o número total para 1.786.643. Seis novas mortes foram relatadas, elevando o número de mortos para 1.552.[65]
- A Coreia do Sul registrou 128.671 novos casos, superando 21 milhões de casos relativos, elevando o número total para 21.111.840.
- O quarterback Kirk Cousins, do Minnesota Vikings, testou positivo para COVID-19.[66]

### 13 de agosto
- A Malásia registrou 4.334 novos casos, elevando o número total para 4.732.502. Foram 5.082 recuperações, elevando o número total de recuperações para 4.651.805. Houve 10 mortes, elevando o número de mortos para 36.080.[67]
- A Nova Zelândia registrou 3.742 novos casos, elevando o número total para 1.684.946. Foram 4.881 novas recuperações, elevando o número total de recuperações para 1.651.012. Houve 17 mortes, elevando o número de mortos para 1.750.[68]
- Singapura registrou 4.403 novos casos, elevando o número total para 1.791.046. Quatro novas mortes foram relatadas, elevando o número de mortos para 1.556.[69]
- A presidente do Congresso Nacional Indiano, Sonia Gandhi, testou positivo para COVID-19 pela segunda vez.[70]

### 14 de agosto
- A Malásia registrou 3.045 novos casos, elevando o número total para 4.735.547. Foram 4.226 recuperações, elevando o número total de recuperações para 4.656.031. Houve cinco mortes, elevando o número de mortos para 36.085.[71]
- A Nova Zelândia registrou 2.762 novos casos, elevando o número total para 1.687.705. Foram 3.647 recuperações, elevando o número total de recuperações para 1.654.659. O número de mortos permaneceu em 1.750.[72]
- Singapura registrou 3.023 novos casos, elevando o número total para 1.794.069. Três novas mortes foram relatadas, elevando o número de mortos para 1.559.[73]

### 15 de agosto
- A Malásia registrou 2.437 novos casos, elevando o número total para 4.737.984. Foram 3.658 recuperações, elevando o número total de recuperações para 4.659.688. Houve oito mortes, elevando o número de mortos para 36.093.[74]
- A Nova Zelândia registrou 3.556 novos casos, elevando o número total para 1.691.261. Foram 4.050 recuperações, elevando o número total de recuperações para 1.658.709. O número de mortos permaneceu em 1.750.[75]
- Singapura registrou 2.665 novos casos, elevando o número total para 1.796.734. Uma nova morte foi relatada, elevando o número de mortos para 1.560.[76]
- O CEO da Pfizer Albert Bourla testou positivo para COVID-19.[77]

### 16 de agosto
- A Malásia registrou 3.429 novos casos, elevando o número total para 4.741.413. Foram 4.882 recuperações, elevando o número total de recuperações para 4.664.570. Houve nove mortes, elevando o número de mortos para 36.102.[78]
- Canadá registrou 7.074 novos casos e 58 novas mortes
- A Nova Zelândia registrou 4.980 novos casos, elevando o número total para 1.696.239. Foram 6.078 recuperações, elevando o número total de recuperações para 1.664.787. Houve 32 mortes, elevando o número de mortos para 1.782.[79]
- Singapura registrou 5.202 novos casos, elevando o número total para 1.801.936. Cinco novas mortes foram relatadas, elevando o número de mortos para 1.565.[80]
- A primeira-dama dos Estados Unidos, Jill Biden, testou positivo para COVID-19.[81]

### 17 de agosto
Relatório Semanal da OMS:
- O Japão registrou 231.499 novos casos diários, ultrapassou 16 milhões de casos relativos e elevando o número total para 16.161.801.[83]
- A Malásia registrou 3.516 novos casos, elevando o número total para 4.744.929. Foram 2.541 recuperações, elevando o número total de recuperações para 4.667.111. Houve 15 mortes, elevando o número de mortos para 36.117.[84]
- O Canadá registrou 2.875 novos casos e 41 novas mortes.
- A Nova Zelândia registrou 4.673 novos casos, elevando o número total para 1.700.900. Foram 5.379 recuperações, elevando o número total de recuperações para 1.670.166. Houve 12 mortes, elevando o número de mortos para 1.794.[85]
- Singapura registrou 3.762 novos casos, elevando o número total para 1.805.698. Duas novas mortes foram relatadas, elevando o número de mortos para 1.567.[86]
- Os Estados Unidos da América ultrapassaram 95 milhões de casos. [87]

### 18 de agosto
- O Japão registrou 255.534 novos casos diários, o segundo número mais relativo de casos, desde o primeiro da pandemia, elevando o número total para 16.423.053.[88]
- O Canadá registrou 9.180 novos casos e 119 novas mortes.
- A Malásia registrou 4.071 novos casos, elevando o número total para 4.749.000. Foram 3.289 recuperações, elevando o número total de recuperações para 4.670.400. Houve sete mortes, elevando o número de mortos para 36.124.[89]
- A Nova Zelândia registrou 4.704 novos casos, elevando o número total para 1.705.597. Foram 5.054 recuperações, elevando o número total de recuperações para 1.675.220. Houve 13 mortes, elevando o número de mortos para 1.807.[90]
- A Rússia registrou 35.809 novos casos e ultrapassou 19 milhões de casos totais em 19.000.055. Também registrou mais 62 mortes, elevando o número de mortos para 383.362.[91]
- Singapura registrou 3.553 novos casos, elevando o número total para 1.809.251. Cinco novas mortes foram relatadas, elevando o número de mortos para 1.572.[92]
- A Suíça ultrapassou 4 milhões de casos de COVID-19.

### 19 de agosto
- O Japão registrou 261.029 novos casos diários, os casos mais relativos, desde o primeiro da pandemia, elevando o número total para 16.684.082.[93]
- A China registrou 2.752 novos casos.
- O Canadá registrou 5.760 novos casos e 82 novas mortes.
- A Malásia registrou 3.490 novos casos, elevando o número total para 4.752.490. Houve 3.193 recuperações, elevando o número total de recuperações para 4.673.593. Houve seis mortes, elevando o número de mortos para 36.130.[94]
- A Nova Zelândia registrou 3.949 novos casos, elevando o número total para 1.709.541. Foram 4.319 recuperações, elevando o número total de recuperações para 1.679.539. Houve oito mortes, elevando o número de mortos para 1.815.[95]
- Singapura registrou 3.004 novos casos, elevando o número total para 1.812.255. Quatro novas mortes foram relatadas, elevando o número de mortos para 1.576.[96]
- A Coreia do Sul registrou 138.741 novos casos, ultrapassando 22 milhões de casos relativos, elevando o número total para 22.000.037.[97]
- O músico americano Travis Barker testou positivo para COVID-19.[98]

### 20 de agosto
- O Japão registrou 253.265 novos casos diários, o terceiro maior número desde o início da pandemia. Isso eleva o número total para 16.921.653.[99]
- A República Popular da China registrou 2.128 novos casos.
- O Canadá registrou 854 novos casos e 15 novas mortes.
- A Malásia registrou 2.798 novos casos, elevando o número total para 4.755.288. Foram 4.669 recuperações, elevando o número total de recuperações para 4.678.262. Houve seis mortes, elevando o número de mortos para 36.136.[100]
- A Nova Zelândia registrou 3.425 novos casos, elevando o número total para 1.712.957. Foram 3.712 recuperações, elevando o número total de recuperações para 1.683.251. Houve nove mortes, elevando o número de mortos para 1.824.[101]
- Singapura registrou 2.660 novos casos, elevando o número total para 1.814.915. Duas novas mortes foram relatadas, elevando o número de mortos para 1.578.[102]
- Taiwan registrou 21.925 novos casos diários, ultrapassando 5 milhões de casos em 5.020.895. 36 novas mortes foram relatadas, elevando o número de mortos para 9.608.[103]
- De acordo com a Universidade Johns Hopkins, o número total de casos de COVID-19 relatados em todo o mundo atingiu a marca de 600 milhões. [104]

### 21 de agosto
- O Japão registrou 226.171 novos casos diários e ultrapassou 17 milhões de casos, elevando o número total para 16.921.653.[105]
- O Canadá registrou 621 novos casos e nenhuma nova morte.
- A Malásia registrou 2.464 novos casos, elevando o número total para 4.757.752. Foram 4.427 recuperações, elevando o número total de recuperações para 4.682.689. Houve nove mortes, elevando o número de mortos para 36.145.[106]
- A Nova Zelândia registrou 2.216 novos casos, elevando o número total para 1.715.165. Foram 2.909 recuperações, elevando o número total de recuperações para 1.686.160. O número de mortos permaneceu em 1.824.[107]
- Singapura registrou 1.951 novos casos, elevando o número total para 1.816.866. Duas novas mortes foram relatadas, elevando o número de mortos para 1.580.[108]
- Fumio Kishida, primeiro-ministro do Japão, testou positivo para COVID-19.[109]

### 22 de agosto
Um metaestudo publicado no JAMA Network Open descobriu que os períodos de incubação para as variantes Alpha, Beta, Delta e Omicron foram 5,00, 4,50, 4,41 e 3,42 dias, respectivamente (com uma média combinada de 6,57); Dr. Gregory Poland, da Maioo Clinic, observa que, se a variante Omicron tivesse aparecido pela primeira vez em 2020, "nós não estaríamos falando de 1 em cada 308 americanos mortos, mas nós estaríamos provavelmente falando de 1 em cada 200".
- A Malásia registrou 2.078 novos casos, elevando o número total para 4.759.830. Foram 3.290 recuperações, elevando o número total de recuperações para 4.685.979. Houve 10 mortes, elevando o número de mortos para 36.155.[112]
- O Canadá registrou 648 novos casos e uma nova morte.
- A Nova Zelândia registrou 2.846 novos casos, elevando o número total para 1.718.009. Foram 3.416 recuperações, elevando o número total de recuperações para 1.689.576. O número de mortos permaneceu em 1.824.[113]
- Singapura registrou 1.694 novos casos, elevando o número total para 1.818.560. Quatro novas mortes foram relatadas, elevando o número de mortos para 1.584.[114]

### 23 de agosto
- O Japão registrou 317 novas mortes diárias, o segundo maior número de mortes oficiais desde o início da pandemia, elevando o número de mortos para 37.620.[115]
- O Canadá registrou 3.572 novos casos e 21 novas mortes.
- A Malásia registrou 2.722 novos casos, elevando o número total para 4.762.552. Foram 4.856 recuperações, elevando o número total de recuperações para 4.690.835. Houve 11 mortes, elevando o número de mortos para 36.166.[116]
- A Nova Zelândia registrou 3.832 novos casos, elevando o número total para 1.721.836. Foram 4.955 recuperações, elevando o número total de recuperações para 1.694.531. Houve 17 mortes, elevando o número de mortos para 1.841.[117]
- Singapura registrou 3.627 novos casos, elevando o número total para 1.822.187.[118]
- O técnico de críquete indiano Rahul Dravid testou positivo para COVID-19 e se juntará à Copa da Ásia de 2022 em uma data posterior.[119]

### 24 de agosto
Relatório Semanal da OMS:
- A Malásia registrou 2.636 novos casos, elevando o número total para 4.765.188. Foram 3.206 recuperações, elevando o número total de recuperações para 4.694.041. Há 11 mortes, elevando o número de mortos para 36.177.[121]
- O Canadá registrou 3.777 novos casos e 82 novas mortes.
- A Nova Zelândia registrou 3.287 novos casos, elevando o número total para 1.725.110. Houve 4.662 recuperações, elevando o número total de recuperações para 1.699.193. Houve quatro mortes, elevando o número de mortos para 1.845.[122]
- Singapura registrou 2.645 novos casos, elevando o número total para 1.824.832. Duas novas mortes foram relatadas, elevando o número de mortos para 1.586.[123]
- A primeira-dama dos Estados Unidos, Jill Biden, testou positivo para COVID-19 pela segunda vez em um caso de recuperação.[124]

### 25 de agosto
- A Malásia registrou 3.206 novos casos, elevando o número total para 4.768.394. Existem 2.180 recuperações, elevando o número total de recuperações para 4.696.221. Há 8 mortes, elevando o número de mortos para 36.185.[125]
- O Canadá registrou 7.433 novos casos e 144 novas mortes.
- A Nova Zelândia registrou 2.922 novos casos, elevando o número total para 1.728.018. Foram 4.620 recuperações, elevando o número total de recuperações para 1.703.813. O número de mortos permaneceu em 1.845.[126]
- Singapura registrou 2.397 novos casos, elevando o número total para 1.827.229. Uma nova morte foi relatada, elevando o número de mortos para 1.587.[127]

### 26 de agosto
- Alemanha ultrapassa 32 milhões de casos de COVID-19. [128]
- O Japão registrou 192.413 novos casos diários, superando 18 milhões de casos relativos, desde o início da pandemia, elevando o número total para 18.176.210.[129]
- O Canadá registrou 3.977 novos casos e 46 novas mortes.
- A Malásia registrou 3.118 novos casos, elevando o número total para 4.771.512. São 3.363 recuperações, elevando o número total de recuperações para 4.699.584. Há seis mortes, elevando o número de mortos para 36.191.[130]
- México ultrapassa 7 milhões de casos de COVID-19.
- A Nova Zelândia registrou 2.488 novos casos, elevando o número total para 1.730.494. Existem 3.872 recuperações, elevando o número total de recuperações para 1.707.685. Há 20 mortes, elevando o número de mortos para 1.865.[131]
- Niue relatou 5 novos casos, elevando o número total de casos ativos para 11[132]
- Singapura registrou 2.132 novos casos, elevando o número total para 1.829.361. Uma nova morte foi relatada, elevando o número de mortos para 1.588.[133]
- O secretário de Estado de Illinois, Jesse White, testou positivo para COVID-19.[134]

### 27 de agosto
- A Malásia registrou 2.491 novos casos, elevando o número total para 4.774.003. São 3.715 recuperações, elevando o número total de recuperações para 4.703.299. Há cinco mortes, elevando o número de mortos para 36.196.[135]
- O Canadá registrou 748 novos casos e nove novas mortes.
- A Nova Zelândia registrou 2.279 novos casos, elevando o número total para 1.732.765. Há 3.407 recuperações, elevando o número total de recuperações para 1.711.092. Há quatro mortes, elevando o número de mortos para 1.869.[136]
- Singapura registrou 1.971 novos casos, elevando o número total para 1.831.332. Duas novas mortes foram relatadas, elevando o número de mortos para 1.590.[137]

### 28 de agosto
- A Malásia registrou 2.191 novos casos, elevando o número total para 4.776.194. Há 3.796 recuperações, elevando o número total de recuperações para 4.707.095. Há duas mortes, elevando o número de mortos para 36.198.[138]
- O Canadá registrou 550 novos casos e uma nova morte.
- A Nova Zelândia registrou 1.394 novos casos, elevando o número total para 1.734.157. Existem 2.335 recuperações, elevando o número total de recuperações para 1.713.427. O número de mortos permanece 1.869.[139]
- Singapura registrou 1.448 novos casos, elevando o número total para 1.832.780. Uma nova morte foi relatada, elevando o número de mortos para 1.591.[140]
- Os Estados Unidos da América ultrapassam 96 milhões de casos. [141]

### 29 de agosto
- Austrália ultrapassa 10 milhões de casos de COVID-19.[142]
- O Canadá registrou 480 novos casos e nenhuma nova morte.
- A Malásia registrou 1.946 novos casos, elevando o número total para 4.778.140. São 3.271 recuperações, elevando o número total de recuperações para 4.710.366. Há oito mortes, elevando o número de mortos para 36.206.[143]
- A Nova Zelândia registrou 1.749 novos casos, elevando o número total para 1.735.902. Existem 2.728 recuperações, elevando o número total de recuperações para 1.716.155. O número de mortos permanece 1.869.[144]
- Singapura registrou 1.410 novos casos, elevando o número total para 1.834.190.[145]
- A Coreia do Sul registrou 43.142 novos casos, ultrapassando 23 milhões de casos relativos, elevando o número total para 23.026.960.[146]

### 30 de agosto
- A Malásia registrou 2.144 novos casos, elevando o número total para 4.780.284. Existem 2.549 recuperações, elevando o número total de recuperações para 4.712.915. Há quatro mortes, elevando o número de mortos para 36.210.[147]
- O Canadá registrou 3.963 novos casos e 53 novas mortes.
- A Nova Zelândia registrou 2.592 novos casos, elevando o número total para 1.738.492. São 3.806 recuperações, elevando o número total de recuperações para 1.719.961. Há 15 mortes, elevando o número de mortos para 1.884.[148]
- Singapura registrou 2.900 novos casos, elevando o número total para 1.837.090. Uma nova morte foi relatada, elevando o número de mortos para 1.592.[149]

### 31 de agosto
Relatório Semanal da OMS:
- A Malásia registrou 2.340 novos casos, elevando o número total para 4.782.624. Existem 2.502 recuperações, elevando o número total de recuperações para 4.715.417. Há seis mortes, elevando o número de mortos para 36.216.[151]
- O Canadá registrou 2.012 novos casos e mais 53 mortes.
- A Nova Zelândia registrou 2.353 novos casos, elevando o número total para 1.740.840. Existem 3.271 recuperações, elevando o número total de recuperações para 1.723.232. Há nove mortes, elevando o número de mortos para 1.893.[152]
- Singapura registrou 2.154 novos casos, elevando o número total para 1.839.244.[153]
- O ex -primeiro-ministro da Malásia Mahathir Mohamad testou positivo para COVID-19.[154]
- Simon Yates, membro da Team BikeExchange-Jayco e Sam Bennett, membro da Bora-Hansgrohe, ambos testaram positivo para COVID-19 e se retiraram de todas as corridas restantes da Vuelta a España 2022, de acordo com um organizador da corrida.[155][156]